# Robbie Ross Jr.
Robert Charles Ross Jr. (Lexington, 24 giugno 1989) è un giocatore di baseball statunitense, lanciatore di rilievo per i Detroit Tigers della Major League Baseball.

## Carriera
Nato a Lexington in Texas, Ross Jr. frequentò la Lexington Christian Academy nella sua città natale. Venne selezionato nel secondo turno, come 57ª scelta assoluta del draft MLB 2008, dai Texas Rangers. Iniziò a giocare nel 2009 nella classe A-breve, disputò la stagione 2010 nelle classi A e A-avanzata e nel 2011 militò prevalentemente nella classe A-avanzata, giocando inoltre le prime partite nella Doppia-A.
Debuttò nella Major League Baseball l'8 aprile 2012, al Rangers Ballpark di Arlington contro i Chicago White Sox. Schierato nell'ottavo inning, realizzò uno strikeout e concesse una base su ball in un inning disputato. Concluse la stagione con 58 partite disputate, tutte nella MLB. Anche nel 2014, disputò tutte le 65 partite a cui partecipò nella MLB.
Il 27 gennaio 2015 passò ai Boston Red Sox in cambio del lanciatore Anthony Ranaudo. Divenne free agent a fine stagione 2017.
Nel 2018, Ross militò dal 4 marzo al 9 giugno con i Chicago White Sox. Il 4 marzo 2019, Ross firmò un contratto di minor league con i Pittsburgh Pirates ma venne svincolato il 25 dello stesso mese, prima dell'inizio della stagione regolare.
Il 19 giugno 2019, Ross firmò con gli Sugar Land Skeeters dell'Atlantic League of Professional Baseball, una lega indipendente. Venne svincolato il 22 luglio 2019.
Il 16 gennaio 2021, Ross firmò un contratto di minor league con i Detroit Tigers.